# Markus Werner
Markus Werner (27. prosince 1944, Eschlikon, Thurgau – 3. července 2016, Schaffhausen) byl švýcarský spisovatel.

## Život a dílo
Narodil se jako syn učitele, na univerzitě v Curychu studoval germanistiku, filozofii a psychologii.
Je autorem sedmi románů (např. Zündels Abgang, Am Hang), které napsal v letech 1984–2004. Za svoje literární dílo, kritiky ceněné, obdržel ještě za svého života několik ocenění (tj. Cenu Hermanna Hesseho (1999), Cenu Josepha Breitbacha (2000), Cenu Johanna Petera Hebela (2002) aj.).